# NGC 6718
NGC 6718 је спирална галаксија у сазвежђу Паун која се налази на NGC листи објеката дубоког неба.
Деклинација објекта је - 66° 6' 37" а ректасцензија 19h 1m 28,9s. Привидна величина (магнитуда) објекта NGC 6718 износи 13,4 а фотографска магнитуда 14,2. NGC 6718 је још познат и под ознакама ESO 104-29, FAIR 502, IRAS 18566-6611, PGC 62688.